# New Values
Albums de Iggy Pop
TV Eye Live 1977
(1978) Soldier
(1980)
New Values est le quatrième album d'Iggy Pop (1979), son premier pour Arista Records.

## Titres
Toutes les chansons sont d'Iggy Pop, sauf indication contraire.
1. Tell Me a Story – 2:50
2. New Values (Pop, Thurston) – 2:39
3. Girls – 3:00
4. I'm Bored – 2:47
5. Don't Look Down (Pop, Williamson) – 3:39
6. The Endless Sea – 4:50
7. Five Foot One – 4:29
8. How Do You Fix a Broken Part – 2:55
9. Angel (Pop, Thurston) – 3:44
10. Curiosity (Pop, Thurston) – 2:29
11. African Man (Pop, Thurston) – 3:35
12. Billy Is a Runaway (Pop, Thurston) – 2:31
Titres bonus de la réédition CD :
13. Chains – 2:40
14. Pretty Flamingo – 2:53

## Musiciens
- Iggy Pop : chant
- James Williamson : guitare, chant
- Scott Thurston : basse, guitare, harpe, claviers, chant
- Klaus Kruger : batterie
- Jackie Clark : basse